# José Antuña
José Antuña (Montevideo, ? - ídem, 8 de octubre de 1869), militar y político uruguayo. 

## Biografía
Partidario de Fructuoso Rivera en su levantamiento del año 1836 contra el presidente Manuel Oribe, alcanzó el grado de teniente coronel en octubre de 1838. Jefe político y de Policía de Montevideo entre noviembre de 1840 y febrero de 1843. En las vísperas del Sitio Grande en ese último año, se lo acusó de tratar secretamente con el ejército sitiador para provocar una deserción en filas montevideanas, por lo que fue destituido y degradado.
En febrero de 1852, al finalizar el sitio, fue restituido a filas militares, siendo rehabilitado. En 1857 forma parte de la Guardia de Honor de la Constitución y el Gobierno, creada por el presidente Gabriel Pereira.
- Datos: Q5668267